# Salvia meiliensis
Salvia meiliensis là một loài thực vật có hoa trong họ Hoa môi. Loài này được S.W.Su miêu tả khoa học đầu tiên năm 1984.